# Burt Bacharach
Burt Freeman Bacharach (Kansas City, 12 maggio 1928 – Los Angeles, 8 febbraio 2023) è stato un pianista, compositore, arrangiatore e produttore discografico statunitense.
Vincitore di numerosi premi, è conosciuto soprattutto per i grandi successi discografici negli anni 1962-1969 scritti assieme a Hal David e interpretati principalmente da Dionne Warwick.
Bacharach è stato autore di un totale di 70 brani che hanno stazionato nella Top 40 statunitense e di 52 successi nella Top 40 del Regno Unito. Inoltre è stato il diciottesimo compositore di maggior successo nella storia delle classifiche britanniche, basandosi sulle settimane che le sue composizioni hanno trascorso in classifica.

## Biografia
Figlio di Irma e Bert Bacharach, discendeva da una famiglia di ebrei tedeschi. Dopo aver studiato musica all'Università McGill e alla Mannes School of Music, negli anni cinquanta e nei primi anni sessanta fu pianista, arrangiatore e direttore della formazione che accompagnava Marlene Dietrich nei suoi spettacoli. Nel 1958, ancora semi-sconosciuto come autore di canzoni, ottenne un enorme successo con Magic Moments, eseguita da Perry Como, che vinse il primo disco d'oro certificato dalla RIAA (il premio era stato istituito appunto nel 1958).

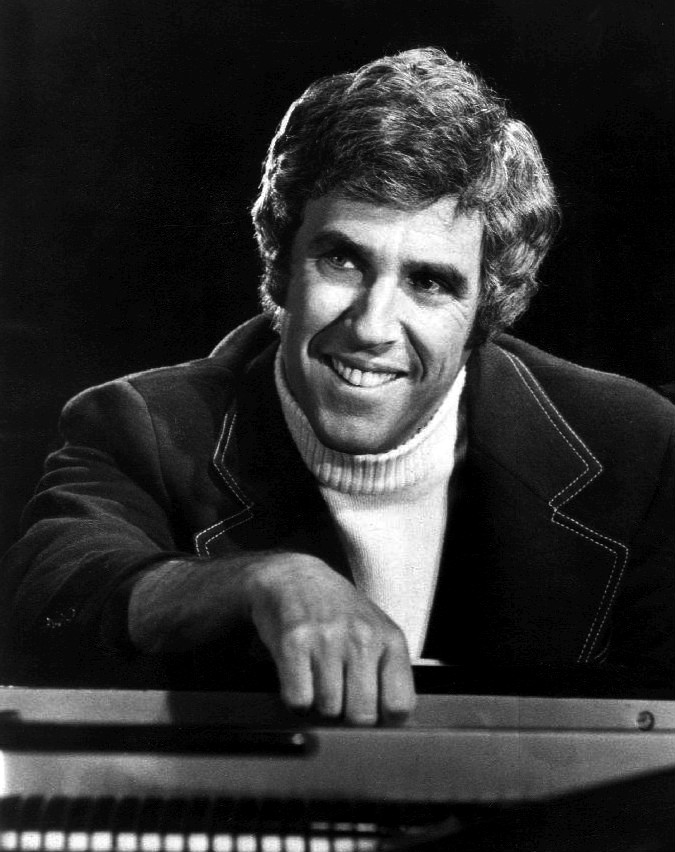
Burt Bacharach nel 1972

Alla fine degli anni cinquanta iniziò la fortunata collaborazione con il paroliere Hal David, durata per quasi vent'anni e dalla quale nacquero numerose canzoni di grande successo, molte delle quali ancor oggi ben note al grande pubblico, come Walk On By, Do You Know the Way to San Jose, The Look of Love, Anyone Who Had a Heart, I Say a Little Prayer, Raindrops Keep Fallin' on My Head e What the World Needs Now Is Love. 
I pezzi di Bacharach sono stati cantati da artisti di grande fama fra cui i Beatles, Aretha Franklin, B. J. Thomas, Tom Jones, Dusty Springfield, Herb Alpert, i Drifters, Luther Vandross e soprattutto Dionne Warwick, con la quale sviluppò un duraturo sodalizio musicale. Nel 1967 Bacharach compose la colonna sonora del film James Bond 007 - Casino Royale, con The Look of Love, cantata da Dusty Springfield.
Oltre al pop da classifica, molte canzoni di Bacharach furono adattate da artisti jazz del tempo, come Stan Getz, Cal Tjader e Wes Montgomery. La composizione di Bacharach e David My Little Red Book, registrata originalmente da Manfred Mann per il film Ciao Pussycat, e prontamente ripresa dai Love nel 1966, è diventato uno standard della musica rock. Tuttavia, secondo quanto raccolto nel libro Burt Bacharach and Hal David di Robin Platts, il compositore non apprezzò questa versione. Bacharach e David collaborarono anche col produttore di Broadway David Merrick per il musical del 1968 Promises, Promises, che include diverse canzoni di successo, fra cui la title track. Nel 1969 Bacharach e David colsero quello che è forse il loro maggior successo, la canzone Raindrops Keep Falling on My Head, che fu scritta per l'acclamato film Butch Cassidy e inclusa nella sua colonna sonora.
Il duo Bacharach-David si sciolse nel 1973, in seguito al disastro di pubblico e di critica del film Orizzonte perduto, remake del classico del 1937, per il quale i due avevano composto la colonna sonora. La divisione dei due autori portò anche all'allontanamento della Warwick. Bacharach tentò diversi progetti solisti, fra cui l'album del 1977 Futures, ma tutti questi progetti non portarono successi memorabili.

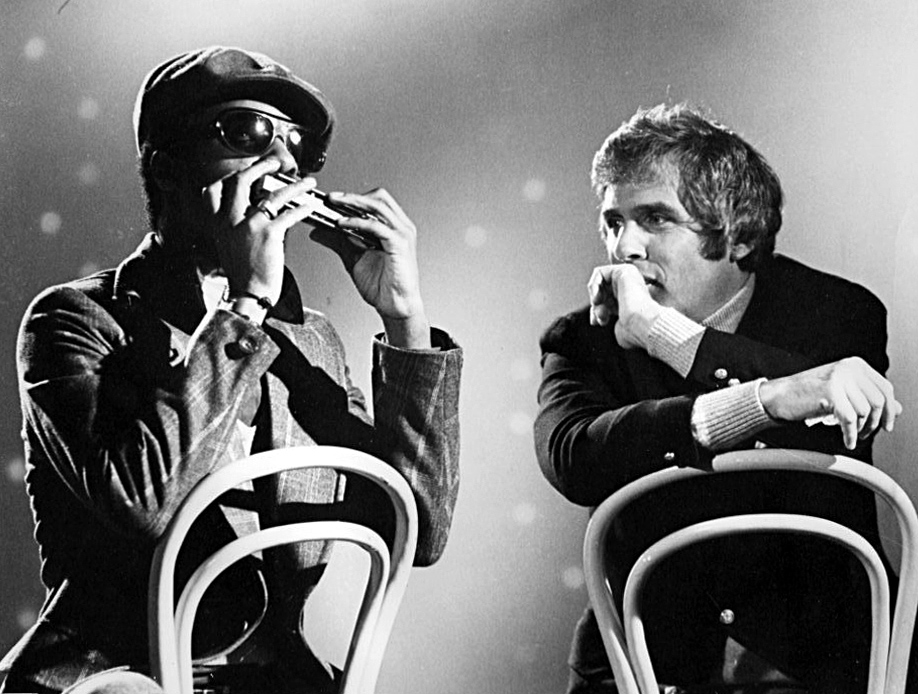
Burt Bacharach con Stevie Wonder negli anni settanta

Intorno ai primi anni ottanta, il matrimonio di Bacharach con Angie Dickinson finì, ma una nuova collaborazione con Carole Bayer Sager portò a un miglioramento sia personale sia musicale. I due si sposarono e collaborarono per diversi grandi successi attraverso il decennio, tra cui Arthur's Theme (Best That You Can Do) (Christopher Cross), Heartlight (Neil Diamond), Making Love (Roberta Flack), On My Own (Michael McDonald con Patti LaBelle), e, forse, il più memorabile: That's What Friends Are For nel 1985, il secondo singolo a riunire Bacharach con Dionne Warwick. I profitti delle ultime canzoni furono donati per la ricerca sull'AIDS. I brani di Bacharach degli anni ottanta mostrarono un nuovo stile, provandone la capacità di cambiare col tempo.
Nel 1998 collaborò con Elvis Costello all'album Painted from Memory. Apparve inoltre in ruoli cameo in numerosi spettacoli cinematografici e televisivi, tra cui i tre film di Austin Powers le cui colonne sonore trassero ispirazione dalla sua musica. Bacharach lavorò anche con Ornella Vanoni, Neil Diamond, Roberta Flack, Ray Parker Jr., Patti LaBelle, Barbra Streisand, Natalie Cole. Nel 2005 scrisse insieme alla cantautrice e pianista jazz Chiara Civello, la canzone Trouble.
Nel 2008 Bacharach apparve al festival BBC Electric Proms alla Roundhouse con la BBC Concert Orchestra. Eseguì spettacoli simili nello stesso anno alla Walt Disney Concert Hall e con la Sydney Symphony Orchestra. Nello stesso anno, il compositore fu insignito di un Grammy Award alla carriera. Nel 2009 produsse la canzone Come in ogni ora della cantante soul italiana Karima. Il brano, in competizione al Festival di Sanremo 2009 nella categoria Nuove Proposte, arrivò secondo riscuotendo un buon successo della critica e raggiunse la posizione numero 4 tra i singoli più scaricati in Italia. Sempre nel 2009, scrisse la canzone Something that Was Beautiful per il cantante Mario Biondi, inclusa nell'album If.
Bacharach è morto l'8 febbraio 2023, per cause naturali, nella sua abitazione di Los Angeles.

## Vita privata
Bacharach si sposò quattro volte (nell'ordine con Paula Stewart, con l'attrice Angie Dickinson, con la musicista Carole Bayer Sager e, dal 1993, con Jane Hanson) ed ebbe quattro figli.

## Discografia[9]

### Album
- 1965: Hitmaker! Burt Bacharach Plays the Burt Bacharach His Hits (Kapp Records, KL 1428/KS 3428[10])
- 1965: The Man! (Kapp Records, KL 1447/KS 3447[10])
- 1968: Burt Bacharach Plays His Hits (Kapp Records, KS 3577[11])
- What's New Pussycat - colonna sonora (1965)
- After the Fox - colonna sonora (1966)
- Reach Out (1967)
- Casino Royale - colonna sonora (1967)
- On the Flip Side - colonna sonora TV (1967)
- Make it Easy on Yourself (1969)
- Butch Cassidy and the Sundance Kid - colonna sonora (1969)
- Promises, Promises (1969)
- Burt Bacharach (1971)
- Portrait in Music - raccolta (1971)
- Portrait in Music Vol.2 - raccolta (1973)
- Lost Horizon - colonna sonora (1973)
- Burt Bacharach in Concert (1974)
- Living Together (1974)
- Futures (1977)
- Together? (1979)
- Woman (1979)
- Arthur - colonna sonora (1981)
- Night Shift - colonna sonora (1982)
- Arthur 2: on the Rocks - colonna sonora (1988)
- Burt Bacharach and Friends - The Definitive Collection (1995)
- One Amazing Night (1998)
- Painted from Memory con Elvis Costello (1998)
- Isley Meets Bacharach: Here I Am con Ronald Isley (2003)
- At this Time (2005)
- Burt Bacharach: Live at the Sydney Opera House with the Sydney Symphony Orchestra - live (2008)